# Paleros
Paleros (en grec antic Πάλαιρος) era una ciutat situada a la costa occidental d'Acarnània a la mar Jònica. Estrabó la situa entre Leucas i Alízia, encara que no s'ha pogut precisar el seu emplaçament amb exactitud.
El primer any de la guerra del Peloponès Paleros va ser aliada d'Atenes, i quan els atenesos van ocupar la ciutat veïna de Sòl·lion, que era una colònia dels corintis, la van cedir a Paleros amb totes les terres circumdants, segons diu Tucídides.